# 申桥乡
申桥乡，是中华人民共和国河南省商丘市柘城县下辖的一个乡镇级行政单位。

## 行政区划
申桥乡下辖以下地区：
舒庄村、黑里寺村、小赵村、安庙村、高庄村、孟庄村、袁东村、吕堂村、大吉村、梁集村、孙庙村、刘楼村、祖庄村、后李村、胡庙村、王苞村、小周村、翟洼村、申桥村、西魏村和袁西村。